# Yu-Gi-Oh! The Dark Side of Dimensions
Pour plus de détails, voir Fiche technique et Distribution.
Yu-Gi-Oh! The Dark Side of Dimensions (遊☆戯☆王 THE DARK SIDE OF DIMENSIONS) est un film d'animation japonais réalisé par Satoshi Kuwabara et sorti en 2016.

## Synopsis
Une année s'est écoulée depuis qu'Atem a quitté le monde des vivants pour rejoindre celui des ténèbres, après avoir perdu son duel final contre Yugi. Le jeune garçon poursuit ses études au lycée, en compagnie de Joey, Téa, Tristan et Bakura et le quartet discute de leurs rêves respectifs. En classe, ils font la connaissance d'un nouvel élève : Aigami, mais ne se souviennent pas l'avoir déjà rencontré. Plus tard, le jeune homme fait disparaître Scout et son sang avec l'aide de mystérieux pouvoirs.
Pendant ce temps, Kaiba a récupéré le Puzzle du Millénium retrouvé dans les ruines du temple où Atem a disparu, puis affronte ce dernier dans un duel virtuel qu'il remporte.

## Fiche technique
- Titre : Yu-Gi-Oh!: The Dark Side of Dimensions
- Titre original : 遊☆戯☆王 THE DARK SIDE OF DIMENSIONS
- Réalisation : Satoshi Kuwabara
- Scénario : Satoshi Kuwabara et Masahiro Hikokubo d'après le manga Yu-Gi-Oh! de Kazuki Takahashi
- Musique : Elik Alvarez, Yoshihiro Ike, Shinkichi Mitsumune, Kazuhiro Nakamura et Freddy Sheinfeld
- Photographie : Hiroaki Edamitsu
- Montage : Masao Nakagawa
- Production : Teruaki Jitsumatsu
- Société de production : Konami Digital Entertainment, Nihon Ad Systems, Shūeisha et TV Tokyo
- Pays :  Japon
- Genre : Animation, action, aventure et fantastique
- Durée : 130 minutes
- Dates de sortie : 
  -  Japon : 23 avril 2016
  -  France : 5 juillet 2025 (sur ADN)

## Production
Le film est annoncé en Occident avant de l'être au Japon. 4K Media Inc. fait savoir sur le site officiel de Yu-Gi-Oh ! que le film est en développement au Japon et qu'ils cherchent un distributeur pour tous les territoires non asiatiques,. La bande-annonce du film est présentée pour la première fois lors d'un panel réunissant Kazuki Takahashi à la San Diego Comic-Con 2015. Le créateur original du manga, Kazuki Takahashi, se charge personnellement de dessiner les images clés de l'une des séquences du film. 4K Media organise un concours en août 2016, offrant aux fans la possibilité de fournir des voix pour la version anglaise du film.

## Sortie
Le film sort en salles au Japon le 23 avril 2016, recevant plus tard des projections en 4DX et MX4D le 24 septembre 2016. Le film fait l'objet de projections limitées en États-Unis et le Canada du 27 janvier 2017 au 9 février 2017, offrant des cartes à collectionner en édition limitée aux spectateurs, tandis que Manga Entertainment projette le film pour une durée limitée au Royaume-Uni en février 2017,. Il sort également au Australie le 2 février 2017.
Le film sort en DVD et Blu-ray le 8 mars 2017 au Japon. Manga Entertainment sort le film en Blu-ray et en DVD le 29 mai 2017 au Royaume-Uni. Au Royaume-Uni, il devient le septième film étranger le plus vendu en vidéo domestique en 2017, et le troisième film japonais le plus vendu de l'année (derrière les films d'animation Your Name et Mon Voisin Totoro).
En 2023, les séries Yu-Gi-Oh! sont acquises par la plateforme ADN, les fans de la version française montre alors un engouement pour une éventuelle version française du film ; la plateforme joue le jeu à travers son réseau social Twitter.
Le 5 juillet 2025, le doublage français du film sort sur la plateforme ADN.

## Distribution

### Voix originales
- Shunsuke Kazama (en) : Yūgi Mutō et Atem (Yami Yugi)
- Kenjirō Tsuda (en) : Seto Kaiba
- Hiroki Takahashi : Katsuya Jōnouchi
- Maki Saitō (ja) : Anzu Mazaki
- Takayuki Kondo : Hiroto Honda
- Rica Matsumoto : Ryō Bakura / Dark Bakura
- Junko Takeuchi : Mokuba Kaiba
- Ryō Naitō (en) : Ryūji Otogi
- Kana Hanazawa : Sera
- Rina Endō (en) : Sera jeune
- Kento Hayashi : Aigami / Diva
- Satoshi Hino (en) : Mani
- Masami Iwasaki (en) : Isono
- Tadashi Miyazawa (en) : Sugoroku Mutō
- Kazuhiro Yamaji (en) : le père de Ryō Bakura
- Kendō Kobayashi (en) : Kudaragi
- Nozomu Sasaki : Shadi Shin

### Voix françaises
Note : Le doublage français a été effectué en 2025, soit neuf ans après la sortie du film, par la plateforme ADN.
- Laurent Sao : Yūgi Mutō et Atem (Yami Yugi)
- Nessym Guetat : Seto Kaiba
- Bruno Mullenaerts : Joey Wheeler (Katsuya Jōnouchi en VO)
- Marie van R : Téa Gardner (Anzu Mazaki en VO) et Ryō Bakura enfant
- David Manet : Tristan Taylor (Hiroto Honda en VO)
- Frédéric Meaux : Ryō Bakura et Shadi Shin
- Julie Basecqz : Mokuba Kaiba
- Grégory Laisné : Duke Devlin (Ryūji Otogi en VO)
- Jehanne Thellier : Sera
- Yann Abiven : Mani
- Victor Niverd : Aigami / Diva
- Rune Carmes : Aigami enfant
- Arnaud Léonard : Isono et Salomon Mutō (Sugoroku Mutō en VO)
- Pierre-François Pistorio : le père de Ryō Bakura
- Fabrice Lelyon : Scud (Kudaragi en VO)

## Box-office
The Dark Side of Dimensions prend l'affiche dans 137 cinémas et débute à la sixième place du box-office japonais, rapportant 133 010 600 yens (environ 1 200 000 $) lors de son premier week-end. Le film rapporte plus de 800 000 000 yens (environ 7 500 000 $) après la fin des projections. Lors de ses projections en 4DX et MX4D, le film a rapporté 1 000 000 000 de yens (environ 9 000 000 $ US). Au Royaume-Uni, le film totalise 141 065 dollars, en Australie 157 175 dollars et en Nouvelle-Zélande, le film enregistre 16 680 dollars de recettes pour son week-end d'ouverture. Aux États-Unis, le film totalise des recettes de 1 015 339 $.

### Critique
Le film reçoit un accueil critique mitigé. Sur l'agrégateur de critiques Rotten Tomatoes, le film a un taux d'approbation de 40 %, avec une note moyenne de 5,1/10 pour cinq critiques. Richard Eisenbeis de Kotaku en a fait une critique favorable, louant les relations entre les personnages et la narration. Cependant, S. Jhoanna Robledo de Common Sense Media note que l'intrigue complexe sera surtout appréciée des fans de la série animée.